# 성덕초등학교 축구부
성덕초등학교 축구부(영어: Seongeok Elementary School Football Club)는 대한민국 강원특별자치도 강릉시에 있는 초등학교 축구부이다. 성덕초등학교가 운영하는 축구부로, 1946년에 창단 되었다.

## 참고 자료
- “KFA 통합경기정보 시스템”. 대한축구협회.
- 취재노트 축구로 깊어지는 전통' 강릉 성덕초

## 같이 보기
- 성덕초등학교